# Johannes de Pustimir
Johannes de Pustimir (tschechisch Jan z Pustiměře) († 1421) war ein tschechischer Gelehrter.

## Leben
Johannes von Pustimir legte 1384 an der Karls-Universität die Prüfung als Bakkalaureus ab und wurde 1388 zum Meister der Freien Künste ernannt. 1403 berief man ihn zum Dekan der Fakultät und in der Zeit von 1404 bis 1405 war er Rektor der Hochschule.

## Werke
Er kommentierte die Werke von Matěj z Knína und Jan Hus.

### Schriften
- Utrum veritas sit virtus moralis secundum quam in nullo casu est menciendum
- kvestii Utrum virtutes morales, in voluntate subiective connexe ad invicem, habeant vicia sibi opposita et connexa

## Bibliographie
- Bohumil Ryba (Hrsg.): Magistri Iohannis Hus quodlibet. Disputationis de quodlibet Pragae in facultate artium mense ianuario anni 1411 habitae enchiridion. Orbis, Prag 1948.
- Jiří Kejř: Kvodlibetní disputace na pražské Universitě. Universita Karlova, Prag 1971, (Sbírka pramenů a příruček k dějinám University Karlovy 6, ZDB-ID 1131647-0).
- Josef Tříška: Životopisný slovník předhusitské pražské univerzity. 1348 - 1409 = Repertorium biographicum Universitatis Pragensis praehussiticae. Universita Karlova, Prag 1981, (Knižnice Archivu University Karlovy 12, ZDB-ID 750900-5).

| Personendaten    | Personendaten                  |
| ---------------- | ------------------------------ |
| NAME             | Pustimir, Johannes de          |
| ALTERNATIVNAMEN  | Pustiměře, Jan z (tschechisch) |
| KURZBESCHREIBUNG | tschechischer Gelehrter        |
| GEBURTSDATUM     | 14. Jahrhundert                |
| STERBEDATUM      | 1421                           |